# HMS Rupert (K561)
HMS Rupert (K561) là một tàu frigate lớp Captain của Hải quân Hoàng gia Anh hoạt động trong Chiến tranh Thế giới thứ hai. Nó nguyên được Hoa Kỳ chế tạo như chiếc DE-96 (chưa đặt tên), một tàu hộ tống khu trục lớp Buckley, và chuyển giao cho Anh Quốc theo Chương trình Cho thuê-Cho mượn (Lend-Lease). Nó là chiếc tàu chiến thứ tư của Hải quân Anh được đặt cái tên này, đặt theo Đô đốc Hoàng tử Rupert của Rhine (1619-1682), người đã từng tham gia các cuộc Chiến tranh Anh-Hà Lan thứ hai và thứ ba. Nó đã phục vụ cho đến khi chiến tranh kết thúc tại Châu Âu, hoàn trả cho Hoa Kỳ năm 1946, và cuối cùng bị bán để tháo dỡ vào năm 1946.

## Thiết kế và chế tạo
Buckley là một trong số sáu lớp tàu hộ tống khu trục được Hải quân Hoa Kỳ chế tạo nhằm đáp ứng nhu cầu hộ tống vận tải trong Thế Chiến II, sau khi Hoa Kỳ chính thức tham chiến vào cuối năm 1941. Chúng hầu như tương tự nhau, chỉ với những khác biệt về hệ thống động lực và vũ khí trang bị. Động cơ của phân lớp Backley bao gồm hai turbine hơi nước General Electric để dẫn động hai máy phát điện vận hành hai trục chân vịt, và dàn vũ khí chính bao gồm 3 khẩu pháo pháo 3 in (76 mm)/50 cal.
Những chiếc phân lớp Buckley (TE) có chiều dài ở mực nước 300 ft (91 m) và chiều dài chung 306 ft (93 m); mạn tàu rộng 37 ft 1 in (11,30 m) và độ sâu mớn nước khi đầy tải là 11 ft 3 in (3,43 m). Chúng có trọng lượng choán nước tiêu chuẩn 1.430 tấn Anh (1.450 t); và lên đến 1.823 tấn Anh (1.852 t) khi đầy tải. Hệ thống động lực bao gồm hai nồi hơi và hai turbine hơi nước General Electric công suất 13.500 mã lực (10.100 kW), dẫn động hai máy phát điện công suất 9.200 kilôwatt (12.300 hp) để vận hành hai trục chân vịt;  công suất 12.000 hp (8.900 kW) cho phép đạt được tốc độ tối đa 23 kn (26 mph; 43 km/h). Con tàu mang theo 359 tấn Anh (365 t) dầu đốt, cho phép di chuyển đến 6.000 nmi (6.900 mi; 11.000 km) ở vận tốc đường trường 12 kn (14 mph; 22 km/h).
Vũ khí trang bị bao gồm pháo 3 in (76 mm)/50 cal trên ba tháp pháo nòng đơn đa dụng (có thể đối hạm hoặc phòng không), gồm hai khẩu phía mũi và một khẩu phía đuôi. Vũ khí phòng không tầm gần bao gồm hai pháo Bofors 40 mm và tám pháo phòng không Oerlikon 20 mm. Con tàu có ba ống phóng ngư lôi Mark 15 21 inch (533 mm). Vũ khí chống ngầm bao gồm một dàn súng cối chống tàu ngầm Hedgehog Mk. 10 (có 24 nòng và mang theo 144 quả đạn); hai đường ray Mk. 9 và bốn máy phóng K3 Mk. 6 để thả mìn sâu. Thủy thủ đoàn đầy đủ bao gồm 200 sĩ quan và thủy thủ.
Rupert được đặt lườn như là chiếc DE-96 (chưa đặt tên) tại xưởng tàu của hãng Bethlehem-Hingham Steel Shipyard ở Hingham, Massachusetts vào ngày 25 tháng 8, 1943 và được hạ thủy vào ngày 31 tháng 10, 1943. Con tàu được chuyển giao cho Anh Quốc và nhập biên chế cùng Hải quân Anh như là chiếc HMS Rupert (K561) vào ngày 24 tháng 12, 1943 dưới quyền chỉ huy của Hạm trưởng, Thiếu tá Hải quân Peter Claud Shipton Black.

## Lịch sử hoạt động
Không như hầu hết các tàu frigate chị em cùng lớp Captain, Rupert cùng với Rowley (K560) nhập biên chế với một thủy thủ đoàn đã có kinh nghiệm trên tàu khu trục trục nguyên của Hoa Kỳ. Chúng rút ngắn thời gian thử máy tại Casco Bay, Maine và Bermuda, vượt Đại Tây Dương vào tháng 1, 1944, và đã trải qua một số nhiệm vụ trước khi đi đến Tobermory, Scotland vào tháng 4 được cải biến cho phù hợp với hoạt động của Hải quân Anh. Nó sau đó đi đến Devonport và gia nhập Đội hộ tống 113 để đảm nhiệm việc hộ tống vận tải tại Đại Tây Dương trong một thời gian ngắn.
Trước khi cuộc đổ bộ Normandy diễn ra, Rupert có mặt sẵn sàng tại Devonport từ ngày 2 tháng 6, và vào đúng ngày D đã tham gia vào thành phần sườn phía Tây của lực lượng tấn công đi sang Normandy. Nó sau đó đã hộ tống các tàu chở quân vận chuyển lực lượng tăng viện đi sang các bãi đổ bộ. Nhiệm vụ này kéo dài trong bốn tháng trước khi con tàu được gửi đến Belfast, Bắc Ireland để tham gia Đội hộ tống 21 mới được thành lập.
Sang đầu tháng 10, Rupert cùng với các tàu frigate chị em Byron (K508), Conn (K509), Deane (K551), Fitzroy (K553) và Redmill (K554) đi đến Belfast để tham gia thành phần hộ tống cho Đoàn tàu JW 61 đi sang Murmansk, Liên Xô. Đoàn tàu khởi hành từ vịnh Bangor vào ngày 14 tháng 10, và Đoàn tàu RA 61 kết thúc hành trình khứ hồi khi về đến Belfast lúc 09 giờ 30 phút ngày 10 tháng 11.
Vào ngày 27 tháng 3, Rupert phối hợp cùng các tàu chị em Conn và Deane tấn công bằng mìn sâu một mục tiêu tại vị trí về phía Tây Bắc mũi Wrath thuộc hạt Sutherland, đánh chìm đối thủ tại tọa độ 58°34′B 05°46′T / 58,567°B 5,767°T, thoạt tiên được cho là chiếc U-965,   nhưng sau này được xác định là chiếc U-905; toàn bộ 45 thành viên thủy thủ đoàn chiếc U-905 đều tử trận. Chiến công này được xác nhận khi tàu khu trục Escapade (H17) tấn công xác tàu đắm vài ngày sau đó.
Ba ngày sau đó, 30 tháng 3, Rupert tiếp tục phối hợp cùng Conn tấn công bằng mìn sâu một mục tiêu về phía Tây mũi Wrath, đánh chìm đối thủ tại tọa độ 58°19′B 05°31′T / 58,317°B 5,517°T, thoạt tiên được cho là chiếc U-1021,  nhưng sau này được xác định là chiếc U-965; toàn bộ 51 thành viên thủy thủ đoàn chiếc U-965 đều tử trận.
Đến ngày 27 tháng 4, tàu ngầm Đức U-1105 phát hiện ba tàu frigate Anh tại vùng biển Bắc Đại Tây Dương cách 25 nmi (46 km) về phía Tây Ireland, và đã bắn ba quả ngư lôi dò âm G7es (T5) về phía họ. Năm mươi giây sau đó, một quả đánh trúng Redmill tại tọa độ 54°23′B 10°36′T / 54,383°B 10,6°T, tiếp nối vài giây sau đó bởi một quả thứ hai, làm thổi tung một phần đuôi tàu dài khoảng 60 ft (18 m). U-1105 đã lẫn tránh được cuộc phản công sau đó. Được Rupert trợ giúp, Redmill tiếp tục nổi được và được kéo về Lisahally, Bắc Ireland.
Sau khi chiến tranh chấm dứt tại châu Âu, Rupert được phái đến Rosyth để hoạt động trong khuôn khổ Chiến dịch Deadlight; nó làm nhiệm vụ kéo những tàu U-boat đã đầu hàng ra giữa Đại Tây Dương để đánh chìm.
Rupert được chính thức hoàn trả cho Hoa Kỳ vào ngày 20 tháng 3, 1946, nhằm giảm bớt chi phí mà Anh phải trả cho Hoa Kỳ trong Chương trình Cho thuê-Cho mượn (Lend-Lease). Do dư thừa so với nhu cầu về tàu chiến sau khi chiến tranh đã chấm dứt, nó được rút tên khỏi danh sách Đăng bạ Hải quân Hoa Kỳ vào ngày 17 tháng 4, 1946 và bị bán để tháo dỡ vào ngày 17 tháng 6, 1946.